# Лыков, Дмитрий Трофимович
Дмитрий Трофимович Лыков (1922, Украина — 19.01.1981) — радист-пулеметчик танка Т-34 танкового батальона гвардии старший сержант — на момент представления к награждению орденом Славы 1-й степени

## Биография
Родился в 1922 году в селе Чугуновка Великобурлукского района Харьковской области Украины. Украинец. Окончил среднюю школу. Работал в колхозе, в паровозном депо станции Иловайская.
В начале Великой Отечественной войны был мобилизован на трудовой фронт, строил оборонительные сооружения. После призыва в Красную Армию воевал в пехоте, в боях под Ржевом был ранен. После четырёхмесячного лечения в госпитале прошел подготовку в запасном полку и направлен в 10-ю гвардейскую танковую бригаду радистом-пулеметчиком в экипаж танка Т-34. В составе этой бригады прошел до конца войны. Участвовал в боях за освобождение Новгородской области, Белоруссии и Прибалтики. Член ВКП/КПСС с 1943 года.
23-24 декабря 1943 года в боях за город Городок Витебской обл. гвардии старший сержант Лыков обеспечил бесперебойную связь командира экипажа с командованием. Когда от попадания вражеского снаряда радиостанция вышла из строя, быстро устранил неисправность. Экипаж танка в боях на подступах к городу и на его улицах уничтожил 2 танка, самоходное орудие, две противотанковые пушки. Лично Лыков огнём из пулемета поразил несколько огневых точек, свыше 10 солдат противника.
Приказом от 2 января 1944 года гвардии старший сержант Лыков Дмитрий Трофимович награждён орденом Славы 3-й степени.
В начале июля 1944 года в боях на территории Шумилинского района Витебской области гвардии старший сержант из пулемета и пушки вывел из строя 4 огневые точки, 3 орудия, 6 автомашин, свыше отделения пехоты противника, спас раненого командира.
Приказом от 16 августа 1944 года гвардии старший сержант Лыков Дмитрий Трофимович награждён орденом Славы 2-й степени.
5-11 октября 1944 года в боях на мемельском направлении гвардии старший сержант Лыков обеспечил бесперебойную связь командиру. В бою в районе деревне Дауперн в одной из атак танк Лыкова прорвался через вражеские окопы и вышел в тыл противника. Огнём из пулемета истребил свыше 10 противников, подавил несколько огневых точек. Когда танк был подбит и экипаж погиб, Лыков оставшись один в неподвижной машине, более 2 часов отбивал атаки противников, пока не подоспела помощь.
В бою под городом Клайпеда танк, в экипаже которого был Лыков, снова был подбит. С тяжелыми ранениями и ожогами боец попал в госпиталь, где встретил день Победы и узнал о высокой награде
Указом Президиума Верховного Совета СССР от 24 марта 1945 года за образцовое выполнение заданий командования в боях с немецко-вражескими захватчиками гвардии старший сержант Лыков Дмитрий Трофимович награждён орденом Славы 1-й степени. Стал полным кавалером ордена Славы.
Был демобилизован в 1945 года. Вернулся на родину. Был избран председателем колхоза, затем работал учетчиком. Скончался 19 января 1981 года.
Награждён орденами Красной Звезды, Славы 3-х степеней, медалями.